# Радагајст
Радагајст (лат: Radagaisus, погубљен 406. године) је био краљ једне од готских скупина који је крајем 405. извео неуспешни поход на Италију.
По савременицима догађаја, попут Августина, Оросија и Олимпијодора из Тебе, Радагајст је био краљ Гота (rex Gothorum). За разлику од готских поглавара попут Фритигерна или Алариха, Радагајст је био познат као присталица традиционалне готске вере и често је приносио жртве боговима.
Током 405. Радагајст је у крајевима северно од Дунава окупио шаролику варварску војску чија је бројност импресионирала савременике. По Оросију, кога су доцније следили Марцелин Комес и Јорданес, Радагајст је предводио око 200 000 ратника, а Зосим је око 500. године забележио бројку од 400 000 ратника. Укратко, овакве процене су преувеличане али сведоче да је Радагајстова варварска војска била неубичајно бројна.
Крајем 405. године Радагајст је упао у римску Италију где му је пружен занемарљив отпор. Варварин је затим поделио своју војску на три дела и опсео је Фиренцу. Град је већ био пред предајом када му је у помоћ притекао Стилихон, врховни заповедник западноримске војске. Стилихон је предводећи одреде које су поред Римљана чинили и Улдинови Хуни и Скири разбио опсаду Фиренце и натерао Радагајста на повлачење. Код Фиесоле, неких 8 километара североисточно од Фиренце, римска војска је најпосле опколила варваре. Када је понестало хране и воде, Радагајст је напустио своје људе и покушао да нађе спас у бекству, али су га Римљани заробили и јавно погубили пред градским капијама Фиренце 23. августа 406. године.
Радагајстова епизода је била вишеструко значајна у светлу слабљења Западног римског царства почетком 5. века. Прво, готски владар је окупио и повео дотада највећу војску на Италију и угрозио је готово директно и сам Рим. Друго, најезда Радагајстових ратника одбијена је уз помоћ других варварских поглавара и племена чиме је јасно истакнута римска војна слабост. Најзад, Стилихон је ради одбране Италије повукао добар део римске војске са Рајне и из Британије, тако да је римска Британија изгубљена 407. године, док су у току зиме Вандали, Алани, Свеви и Бургунди прешли залеђену Рајну и почели трајно да се насељавају унутар римских граница. Победа над Радагајстом била је уједно и последња у импресивном низу победа римског војсковође Стилихона који је због свог вандалског порекла свргнут и смакнут у лето 408. године.